# Ivan Lins
Ivan Guimarães Lins född 16 juni 1945, är en brasiliansk låtskrivare, sångare, pianist, arrangör och producent.
Han skriver musik inom genren MPB (Música Popular Brasileira).
Flera av hans låtar har blivit inspelade och tolkade av många internationella artister som till exempel: Sarah Vaughan, Ella Fitzgerald, Barbra Streisand, Quincy Jones, George Benson, The Manhattan Transfer, Diane Schuur, Carmen McRae, Nancy Wilson, Eliane Elias, Patti Austin, Toots Thielemans, Take 6, Lee Ritenour, David Benoit, Carlos do Carmo, Mark Murphy, Dave Grusin, Sérgio Mendes, Michael Bublé.
Några av hans mest kända kompositioner är: Madalena, Começar de Novo, Love Dance och Velas Içadas.

## Diskografi

### Studioalbum
- Ivan Lins (1970) [EP med 4 låtar]
- Agora (1970)
- Deixa O Trem Seguir (1971)
- Quem Sou Eu (1972)
- Modo Livre (1974)
- Chama Acesa (1975)
- Somos Todos Iguais Nesta Noite (1977)
- Nos Dias de Hoje (1978)
- A Noite (1979)
- Novo Tempo (1980)
- Daquilo Que Eu Sei (1981)
- Depois dos Temporais (1983)
- Juntos (1984) [Nyinspelningar av gamla låtar med olika gästartister]
- Ivan Lins (1986)
- Mãos (1987)
- Love Dance (1988)  [Mestadels nyinspelningar av gamla låtar men med engelska texter]
- Amar Assim (1989)
- Awa Yiô (1990)
- A Doce Presença de Ivan Lins (1994) [Nyinspelningar av gamla låtar]
- Natal com Ivan Lins (1995) [Julskiva. Nyinspelningar av gamla låtar]
- Anjo de Mim (1995)
- I'm Not Alone (1996) [Engelsk version av Anjo de Mim]
- Viva Noel: Tributo a Noel Rosa Vol. 1, 2 & 3 (1997) [Musik av Noel Rosa]
- Dois Córregos (1999) [Filmmusikskiva]
- Um Novo Tempo (1999) [Julskiva]
- A Cor Do Pôr-Do-Sol (2000)
- Jobiniando (2001)
- Love Songs - A Quem Me Faz Feliz (2002)
- Baiana da Gema (2004) - Simone & Ivan Lins
- Acariocando (2006)
- Saudades de Casa (2007) [Både nya låtar och nyinspelningar av gamla låtar]
- Intimate (2010) [Både nya låtar och nyinspelningar av gamla låtar]
- Perfil (2010) [Nyinspelningar av gamla låtar]
- Amorágio (2012) [Både nya låtar och nyinspelningar av gamla låtar]
- Cornucopia (2013) - Ivan Lins, SWR Big Band & Ralf Schmid [Både nya låtar och nyinspelningar av gamla låtar]
- América, Brasil (2014) [Både nya låtar och nyinspelningar av gamla låtar]
- Intimate Sessions (Piano E Voz) (2014) - Digital EP [Nyinspelningar av gamla låtar]
- Cumplicidade (2018) - Ivan Lins & Gilson Peranzzetta  [Nyinspelningar av gamla låtar]
- Meu País (2019) - Ivan Lins & Brasilidade Geral [Nyinspelningar av gamla låtar]
- My Heart Speaks (2023) - featuring Dianne Reeves, Jane Monheit, Tawanda, Randy Brecker & Tbilisi Symphony Orchestra [Mestadels nyinspelningar av gamla låtar]

### Livealbum
- Encuentro (1984)
- Brazilian Knights and a Lady - Ivan Lins, Djavan & Patti Austin (1986)
- 20 Anos (1990)
- Ivan Lins e Irakere (1996)
- Live at MCG (1999)
- Cantando Histórias (2004)
- Ivan Lins & The Metropole Orchestra (2009)
- Banda Guanabara (2013)
- Anos 70 (2016) [2 Livealbum från 1975 samt demolåtar från 1978, tidigare outgivet.]
- Muito Bom Tocar Junto (2016) - Ivan Lins & Geraldo Flach

### DVD/VHS
- Brazilian Knights and a Lady - Ivan Lins, Djavan & Patti Austin (även Laserdisc) (1986)
- Um Show de MPB - Ivan Lins, João Bosco & Gonzalo Rubalcaba (2000)
- Baiana da Gema - Simone & Ivan Lins (2004)
- Cantando Histórias (2004)
- Saudades de Casa (2007)
- MPB Especial - Ivan Lins 1974 (2009)
- Som Brasil - Homenagem A Ivan Lins (2009)

### Svenska inspelningar
- Antes que seja tarde - Sylvia Vrethammar från LP:n Rio de Janeiro Blue (1985)
- Começar de Novo - Sylvia Vrethammar från LP:n Rio de Janeiro Blue (1985) samt DVD:n Rendez-Vous in Rio (1985/2009)
- Começar de Novo - Agora från CD:n Ao mesmo tempo (1991)
- En gång till (Começar de Novo) - Sofia Pettersson kvintett från CD:n Oasis (1998)
- For your love (Quem me dera) - Nils Landgren med Lisa Nilsson från CD:n Eternal beauty (2014)
- The Island (Começar de Novo) - Putte Wickman från CD:n Time after time (1993)
- The Island (Começar de Novo) - Kerstin Gabrielsson från CD:n Love's philosophy (2007)
- The Island (Começar de Novo) - Lisa Swahn från CD:n Lisa goes love (2007)
- The Island (Começar de Novo) - Lena Jansson från CD:n Everything I Love (2008)
- Konsten att vara vacker (Formigueiro) - Tommy Körberg (svensk text: Tomas Tivemark) från CD:n Sånger för ensamma älskare (1999) samt DVD:n Rakt upp och ner (2007)
- Life In The Modern World - Chapter Two från CD:n Chapter Two (1987)
- Love dance (Lembrança) - Roger Kellaway, Putte Wickman & Red Mitchell från CD:n Some O' This and Some O' That (1989)
- Love dance (Lembrança) - Bobby Shew with Kjell Öhman trio från CD:n I can't say no (2002)
- Lua Soberana - Dalila Da Silva Costa från CD:n Soberana (2000)
- Madalena - Sylvia Vrethammar (svensk text: Olle Bergman) från LP:n Dansa samba med mej (1971)
- Madalena - Lina Nyberg & Magnus Lindgren från CD:n Brasil Big Bom (2007)
- Madalena - Lisa Nilsson från CD:n Sambou Sambou (2009)
- Madalena - Pan Brazil with Deise Andrade från CD:n med samma namn (2010)
- Madalena - Fredrik Carlquist & Gustav Lundgren från CD:n Bossa Nova Vol. 1 (2013)
- My Açucena (Açucena) - Sylvia Vrethammar från CD:n The Girl from Uddevalla (2017)
- She walks this earth (Soberana Rosa) - Peter Getz with Stockholm Jazz Trio från CD:n Getz together (2013)
- She walks this earth (Soberana Rosa) - Magnus Lindgren med Ivan Lins från CD:n Souls (2013)
- Smiling Hour (Abre Alas) - Christina Gustafsson från CD:n My Move (2009)
- Säg, vart tar du vägen? (Aparecida) - Paixao från CD:n Ett öga på tiden (1996)
- Velas Içadas - Putte Wickman från LP:n Bundas do Brasil (1987)
- Velas Içadas - Agora från CD:n Mais além (1993)

## Konserter i Sverige
- 2002 5 mars Göteborg, Nefertiti; 9 mars Malmö, Jeriko & 10 mars  Stockholm, Nalen. Ivan Lins e grupo.
- 2003 25 oktober Umeå. Ivan Lins, Toots Thielemans och Danish Radio Big Band under ledning av Maria Schneider
- 2010 24 september Stockholms konserthus. Ivan Lins, Lisa Nilsson, Peter Asplund, Magnus Lindgren och Blue House Jazz Orchestra.